# Gumilir
Gumilir is een bestuurslaag in het regentschap Cilacap van de provincie Midden-Java, Indonesië. Gumilir telt 14.983 inwoners (volkstelling 2010).